# Next Japan
Next Japan (ネクスト・ジャパン, Nekusuto Japan), aussi appelé Commission de renforcement de l'administration (政権力委員会, Seiken ryoku iinkai), est le cabinet fantôme formé le 6 avril 2010 par le Parti libéral-démocrate, devenu alors principal parti d'opposition depuis sa défaite aux élections législatives du 30 août 2009. Il est remplacé le 22 septembre 2010 par un nouveau contre-gouvernement, baptisé désormais Shadow Cabinet du PLD. 

## Fonction
Son but, selon Sadakazu Tanigaki, président du PLD, est dans chaque secteur d'exposer les positions et propositions du parti à destination des médias, de la population ainsi que de la majorité. Son but est également de participer au processus de réforme et de modernisation du parti, en tentant de préparer notamment un renouvellement générationnel. 
Il prend fin le 22 septembre 2010 pour laisser place au Shadow Cabinet du PLD.

## Membres
| fonction                                                                                         | Personnalité                                  | Faction              | Diète         | Circonscription                                                    | Ministre contré |
| ------------------------------------------------------------------------------------------------ | --------------------------------------------- | -------------------- | ------------- | ------------------------------------------------------------------ | --- |
| Président                                                                                        | Sadakazu Tanigaki                             | Kōchikai             | Représentant  | Kyōto (5e district)                                                | Yukio Hatoyama puis Naoto Kan (Premier ministre)                                                                       |
| Vice-présidents                                                                                  | Shigeru Ishiba Nobuteru Ishihara Yuriko Koike | Heiseikai Kinmirai - | Représentants | Tottori (1er district) Tōkyō (8e district) Tōkyō (proportionnelle) | N. Kan (Vice-Premier) puis Y. Sengoku (Secrétaire général)                                                             |
| Politique économique et fiscale                                                                  | Yoshimasa Hayashi                             | Kōchikai             | Conseiller    | Yamaguchi                                                          | Naoto Kan puis Y. Noda (Finances)                                                                                      |
| Emploi - Affaires économiques                                                                    | Yasutoshi Nishimura                           | -                    | Représentant  | Hyōgo (9e district)                                                | M. Naoshima puis Akihiro Ōhata (METI)                                                                                  |
| Affaires étrangères                                                                              | Masahiko Kōmura                               | Banchō Seisaku       | Représentant  | Yamaguchi (1er district)                                           | Katsuya Okada puis Seiji Maehara                                                                                       |
| Sécurité                                                                                         | Masahisa Satō                                 | Heiseikai            | Conseiller    | Proportionnelle nationale                                          | Toshimi Kitazawa (Défense)                                                                                             |
| Sécurité sociale (Assurance maladie, Santé, Retraites, Déclin de la natalité)                    | Ichirō Kamoshita                              | Heiseikai            | Représentant  | Tōkyō (proportionnelle)                                            | A. Nagatsuma puis R. Hosokawa (MHLW)                                                                                   |
| Éducation, formation, culture et sports                                                          | Hiroyuki Yoshiie                              | Seiwakai             | Conseiller    | Proportionnelle nationale                                          | T. Kawabata puis Yoshiaki Takaki (MEXT)                                                                                |
| Stratégie de croissance, compétitivité internationale et politique scientifique et technologique | Yasuhisa Shiozaki                             | Kōchikai             | Représentant  | Ehime (1er district)                                               | Y. Sengoku puis S. Arai puis K. Genba (Stratégie nationale) T. Kawabata puis B. Kaieda (Sciences et Technologie)       |
| Environnement et réchauffement planétaire                                                        | Ken Saitō                                     | -                    | Représentant  | Sud Kantō (proportionnelle)                                        | S. Ozawa puis Ryū Matsumoto (Environnement)                                                                            |
| Agriculture et sécurité alimentaire                                                              | Mitsuhiro Miyakoshi                           | Kōchikai             | Représentant  | Toyama (2e district)                                               | H. Akamatsu puis M. Yamada puis M. Kano (Agriculture) M. Fukushima puis S. Arai puis T. Okazaki (Sécurité alimentaire) |
| Infrastructures, réseaux, maintenance, information et communication                              | Yasushi Kaneko                                | Kinmirai             | Représentant  | Kumamoto (5e district)                                             | S. Maehara puis S. Mabuchi (MLIT) K. Haraguchi puis Y. Katayama (Communications)                                       |
| Décentralisation, revitalisation régionale et PME                                                | Ryōsei Akazawa                                | -                    | Représentant  | Tottori (2e district)                                              | K. Haraguchi puis Y. Katayama (Souveraineté régionale) S. Kamei puis S. Jimi (Postes, banques et PME)                  |
| Sécurité publique, justice et réforme politique                                                  | Masako Mori                                   | Seiwakai             | Conseillère   | Fukushima                                                          | H. Nakai puis T. Okazaki (Sécurité publique) K. Chiba puis M. Yanagida (Justice)                                       |
| Élimination des gaspillages                                                                      | Tarō Kōno                                     | Ikōkai               | Représentant  | Kanagawa (15e district)                                            | Yukio Edano puis Renhō (Revitalisation du gouvernement)                                                                |
| Affaires générales                                                                               | Toshimitsu Motegi                             | Heiseikai            | Représentant  | Tochigi (5e district)                                              | K. Haraguchi puis Y. Katayama (Affaires intérieures) Hirofumi Hirano puis Y. Sengoku (Secrétaire général)              |

## Adjoints
| fonction                                                                                         | Personnalité                 | Faction        | Diète                   | Circonscription                                   |
| ------------------------------------------------------------------------------------------------ | ---------------------------- | -------------- | ----------------------- | ------------------------------------------------- |
| Politique économique et fiscale                                                                  | Masazumi Gotoda              | -              | Représentant            | Tokushima                                         |
| Emploi - Affaires économiques                                                                    | Masaaki Taira                | Kinmirai       | Représentant            | Tōkyō (proportionnelle)                           |
| Affaires étrangères                                                                              | Itsunori Onodera             | Kōchikai       | Représentant            | Miyagi (6e district)                              |
| Sécurité                                                                                         | Ryōta Takeda                 | Kinmirai       | Représentant            | Fukuoka (11e district)                            |
| Sécurité sociale (Assurance maladie, Santé, Retraites, Déclin de la natalité)                    | Hideaki Ōmura Katsunobu Katō | Heiseikai      | Représentants           | Tōkai (proportionnelle) Okayama (5e district)     |
| Éducation, formation, culture et sports                                                          | Hirokazu Matsuno             | Seiwakai       | Représentant            | Sud Kantō (proportionnelle)                       |
| Stratégie de croissance, compétitivité internationale et politique scientifique et technologique | Yasufumi Tanahashi           | -              | Représentant            | Gifu (2e district)                                |
| Environnement et réchauffement planétaire                                                        | Haruko Arimura               | Banchō Seisaku | Conseillère             | Proportionnelle nationale                         |
| Agriculture et sécurité alimentaire                                                              | Yasuhiro Ozato Toshio Yamada | Kōchikai -     | Représentant Conseiller | Kagoshima (4e district) Proportionnelle nationale |
| Capital social, réseaux, maintenance, information et communication                               | Tomomi Inada                 | Seiwakai       | Représentante           | Fukui (1er district)                              |
| Décentralisation, revitalisation régionale et PME                                                | Kei'ichirō Tachibana         | -              | Représentant            | Toyama (3e district)                              |
| Sécurité publique, justice et réforme politique                                                  | Shōji Nishida                | Seiwakai       | Conseiller              | Kyōto                                             |
| Élimination des gaspillages                                                                      | Masahiko Shibayama           | Seiwakai       | Représentant            | Nord Kantō (proportionnelle)                      |
| Affaires générales                                                                               | Isshū Sugawara               | -              | Représentant            | Tōkyō (proportionnelle)                           |